# Beg for It
Beg for It è il settimo album della band Hardcore Superstar pubblicato nel 2009 per l'etichetta discografica Nuclear Blast.

## Tracce
1. This Worm's for Ennio
2. Beg for It
3. Into Debauchery
4. Shades of Grey
5. Nervous Breakdown
6. Hope for a Normal Life
7. Don't Care 'Bout Your Bad Behaviour
8. Remove My Brain
9. Spit It Out
10. Illegal Fun
11. Take 'Em All Out
12. Innocent Boy

## Formazione
- Jocke Berg - voce
- Vic Zino - chitarra
- Martin Sandvik - basso
- Magnus Andreasson - batteria